# Прокопенко, Сергей Борисович
Сергей Борисович Прокопенко (род. 20 октября 1986, Таганрог, Ростовская область, РСФСР, СССР) — первый заместитель председателя Народного Совета ДНР I созыва, в составе Российской Федерации, заместитель председателя Народного Совета Донецкой Народной Республики (20 мая 2022 — 20 сентября 2023). Депутат Народного Совета самопровозглашённой Донецкой Народной Республики первого (2015—2018), второго созывов (2018—2023). Координатор всероссийской политической партии «Единая Россия» в ДНР, учредитель гуманитарного центра «Единой России» в ДНР, первый заместитель секретаря Донецкого регионального отделения ВПП «Единая Россия», ветеран боевых действий.

## Биография
Родился 20 октября 1986 года в городе Таганрог (Ростовская область, РСФСР, СССР).
В 2006 году окончил Таганрогский колледж морского приборостроения по специальности «программист-техник». В 2016 году с отличием окончил Таганрогский институт имени А. П. Чехова «Ростовский государственный экономический университет» — филиал РИНХ (бакалавриат), в 2019 году там же окончил с отличием магистратуру по специальности «Юриспруденция». В 2023 году с отличием окончил Южно-Российский институт управления — филиал РАНХиГС Президентской академии факультет государственного муниципального управления по специальности «Менеджмент». На сегодняшний день обучается в Донецкой академии управления и государственной службы на факультете «Государственной службы и управления», а также в Южно-Российском институте управления — филиале РАНХиГС Президентской академии на факультете «Экономики» по направлению «Экономико-правовое обеспечение экономической безопасности территорий».
Также, прошёл ряд курсов повышения квалификации, среди них:
- «Цифровая трансформация в государственном и муниципальном управлении» (РАНХиГС Президентская академия);
- «Анализ данных на Python и базы данных (SQL)» (РАНХиГС Президентская академия);
- «Навыки публичных выступлений» (Университет «Синергия»);
- «Организация деятельности региональных парламентов и депутатского корпуса» (Высшая школа государственного управления Президентской академии).

С 2008 по 2014 работал в различных государственных учреждениях. С 2014 года активно поддерживает идеи Антимайдана и выступает в поддержку сепаратистских республик.
В феврале 2022 года добровольно пошёл на военную службу в ОРБ «Спарта», где был назначен командиром роты разведки. Уволен в воинском звании «капитан» в связи назначением на государственную-гражданскую службу.

## Санкции
8 апреля 2022 года, на фоне вторжения России на Украину, попал под санкции стран Евросоюза так как «он участвовал в политике и/или действиях, которые дестабилизируют Украину и/или подрывают или угрожают территориальной целостности, суверенитету или независимости Украины».
26 апреля 2022 года включён в санкционный список Канады «за соучастие в продолжающихся нарушениях суверенитета и территориальной целостности Украины со стороны российского режима».
По аналогичным основаниям находится под санкциями Великобритании, Швейцарии, Украины и Японии.

## Политическая карьера
Был помощником депутата Законодательного Собрания Ростовской области 4, 5 созывов, помощником депутата Государственной Думы Российской Федерации 5, 6, 7, 8 созывов.
Депутат Народного Совета Донецкой Народной Республики первого созыва (2015—2018). Член Комитета Народного Совета по образованию, науке и культуре. Депутат Народного Совета Донецкой Народной Республики второго созыва (с 2018). Член Комитета Народного Совета по внешней политике, международным связям, информационной политике и информационным технологиям. Фракция «Донецкая Республика».
С 20 мая 2022 по 20 сентября 2023 года — заместитель председателя Народного Совета Донецкой Народной Республики.
С 20 сентября 2023 года — первый заместитель председателя Народного Совета Донецкой Народной Республики.
Координатор «Единой России» в Донецкой Народной Республике. Учредитель Гуманитарного центра «Единой России» в Донецке. Первый заместитель секретаря Донецкого регионального отделения ВПП «Единая Россия».
С 4 октября по 11 ноября 2024 года — исполняющий обязанности председателя Народного Совета Донецкой Народной Республики, в связи с переходом Артёма Жога на новую должность.

## Образование
- Таганрогский колледж морского приборостроения (2006);
- Таганрогский институт имени А. П. Чехова «Ростовский государственный экономический университет» — филиал РИНХ (2019);
- Южно-Российский институт управления — филиал РАНХиГС Президентской академии (2023).

## Награды
- орден Республики ДНР
- медаль «В ознаменование 25-летия Республики Южная Осетия» (2016);
- знак отличия «За заслуги перед Донецкой Народной Республикой» 3-й степени (2020);
- медаль МЧС ДНР «За содействие делу спасения» (2021);
- почётный знак Народного Совета Донецкой Народной Республики (2021);
- медаль МГБ ДНР «За содействие в укреплении государственной безопасности» (2021);
- награда Генеральной прокуратуры ЛНР «За взаимодействие» (2022);
- орден Дружбы Республики Южная Осетия (2022);
- медаль «За содействие» Следственного Комитета РФ (2022);
- знак отличия «За заслуги перед Донецкой Народной Республикой» 2-й степени (2023);
- Почётная грамота Председателя Центральной избирательной комиссии Российской Федерации «За оказание содействия и существенную помощь в организации и проведении выборов в Российской Федерации» (2024);
- Благодарность Председателя Избирательной комиссии Донецкой Народной Республики «За безупречную и эффективную работу по подготовке и проведению выборов Президента Российской Федерации» (2024);
- Юбилейная медаль, посвящённая годовщине принятия в Российскую Федерацию Донецкой Народной Республики (2024).

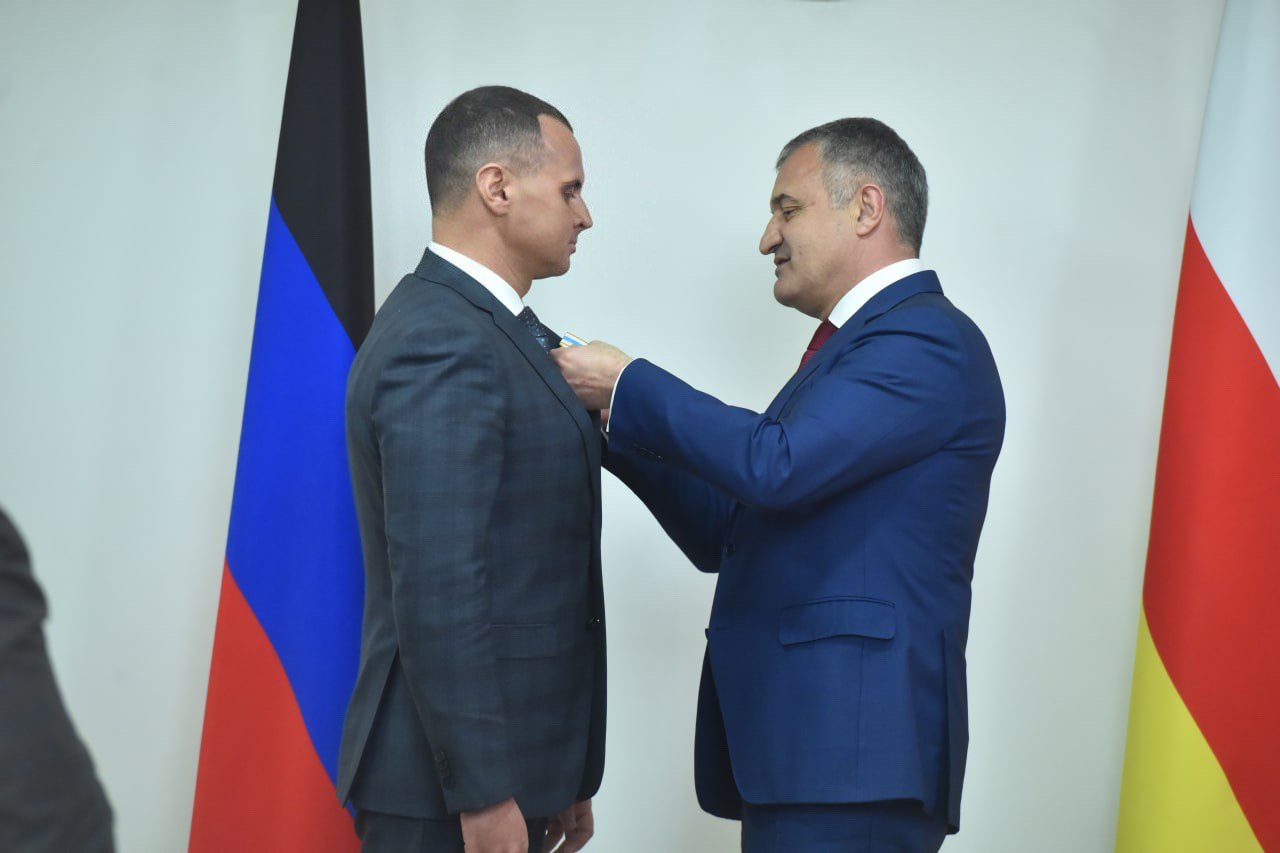
Момент награждения Орденом Дружбы Республики Южная Осетия. Награждает Президент Анатолий Бибилов. Февраль 2022

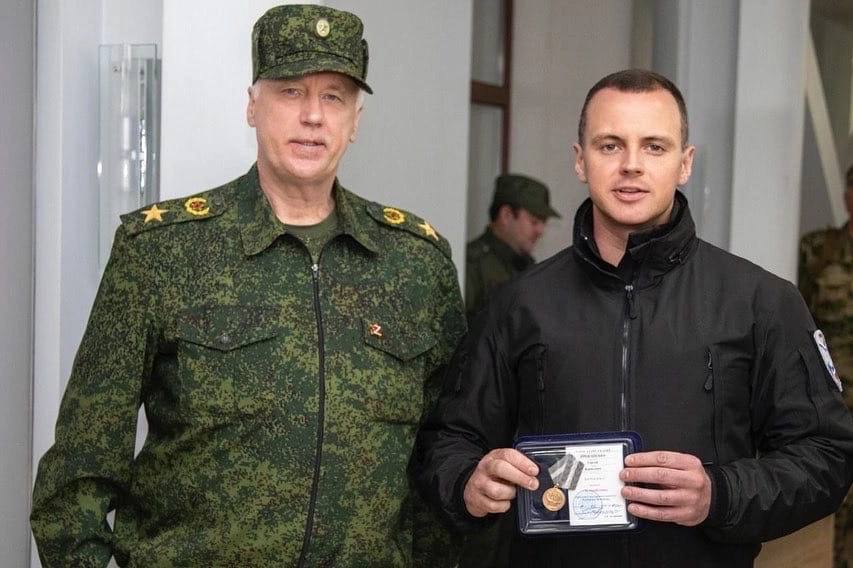
Награждение медалью Следственного комитета Российской Федерации «За содействие». Награждает Председатель Следственного комитета Александр Бастрыкин